# Altes Geld (Fernsehserie)
Altes Geld ist eine Fernsehserie des Österreichischen Rundfunks, die 2014 in 8 Folgen produziert wurde und von David Schalko stammt (Idee, Drehbuch, Regie und Produktion). Es ist nach Braunschlag der zweite Teil einer geplanten Trilogie zum Thema Gier und Korruption. Die Serie spielt im Milieu der Superreichen und dreht sich um einen Industriemagnaten, der eine Leber benötigt und sein gesamtes Vermögen demjenigen in Aussicht stellt, der ihm dieses Organ besorgt.
Eine Ausstrahlung im österreichischen Fernsehen erfolgte ab 2. November 2015 auf ORF eins. Die Ausstrahlungsrechte für das deutsche Pay-TV besitzt RTL Crime, wo die Serie ab dem 10. Februar 2016 zu sehen war.

## Besetzung

### Hauptrollen
| Rollenname           | Schauspieler          | Rolle                                           |
| -------------------- | --------------------- | ----------------------------------------------- |
| Rolf Rauchensteiner  | Udo Kier              | Industrieller, Milliardär, Patriarch            |
| Liane Rauchensteiner | Sunnyi Melles         | Rauchensteiners zweite Ehefrau                  |
| Zeno Rauchensteiner  | Nicholas Ofczarek     | Rauchensteiners Sohn aus erster Ehe             |
| Jakob Rauchensteiner | Manuel Rubey          | Sohn von Rolf und Liane Rauchensteiner          |
| Jana Rauchensteiner  | Nora von Waldstätten  | Tochter von Rolf und Liane Rauchensteiner       |
| Tania                | Edita Malovčić        | Serbische Lebensgefährtin von Zeno              |
| Herwig Brunner       | Thomas Stipsits       | Assistent von Rolf Rauchensteiner               |
| Barbara Brunner      | Ursula Strauss        | Ehefrau von Herwig Brunner                      |
| Kralicek             | Robert Palfrader      | Sicherheitsbeauftragter von Rolf Rauchensteiner |
| Kerstin Bachmann     | Yohanna Schwertfeger  | Freundin von Jakob Rauchensteiner               |
| Tscheppe             | Simon Schwarz         | Leiter der Organvergabestelle, Grünpolitiker    |
| Dr. Schober          | Cornelius Obonya      | Leibarzt der Familie Rauchensteiner             |
| Martin               | Florian Teichtmeister | Freund von Jana Rauchensteiner                  |

### Nebenrollen
| Rollenname           | Schauspieler       | Rolle                          |
| -------------------- | ------------------ | ------------------------------ |
| Bürgermeister        | Herbert Föttinger  | Bürgermeister der Stadt Wien   |
| Kommander            | Johannes Krisch    | Unterweltkönig                 |
| Severin Sonnborn     | Michael Maertens   | Berufskollege von Kralicek     |
| Rasko                | Carlo Ljubek       | Tanias Bruder                  |
| Ferry                | Raimund Wallisch   | Hundesitter bei Zeno und Tania |
| Philip Canitz        | Lukas Miko         | Vorgänger von Herwig Brunner   |
| Edit                 | Maria Hofstätter   | Frau des Kommanders            |
| Max                  | Julian Loidl       | Rauchensteiners Chauffeur      |
| Mario/Stranski       | Clemens Berndorff  | Handlanger des Kommanders      |
| Schwester Katzenberg | Shifra Milstein    | Schwester von Rauchensteiner   |
| Tochter Katzenberg   | Ruth Brauer-Kvam   | Rauchensteiners Nichte         |
| Robert Falkner       | Hakon Hirzenberger | Chefredakteur                  |
| Helmut Falkner       | Dominik Warta      | Chefredakteur                  |
| Jandl                | Gregor Seberg      | Restitutionsanwalt             |
| Polizeichef          | Klaus Rott         |                                |
| Geschäftsreisender   | Christian Tramitz  |                                |
| Gabi Schober         | Dörte Lyssewski    | Ehefrau von Dr. Schober        |
| Tierarzt             | Ulli Lommel        |                                |
| Eliah Goldberg       | Florian Carove     | Assistent im Jüdischen Museum  |
| John Gardner jun.    | David Miesmer      | junger Anwalt                  |

## Handlung

### Episode 1 – „Buschtrommeln“
Der milliardenschwere Industrielle Rolf Rauchensteiner erhält von seinem Leibarzt Dr. Schober die Diagnose, dass er zusätzlich zu Hepatitis B nun auch noch Hepatitis D habe und in einem Jahr sterben werde, wenn er keine neue Spenderleber bekommt. Rauchensteiners Versuch, Tscheppe, den Leiter der Transplantationsverteilungsliste, zu bestechen, scheitert. Der Bürgermeister der Stadt Wien, mit dem Rauchensteiner seit Jahren korrupte Absprachen bezüglich Immobilienverkäufen hält, sichert ihm allerdings zu, ihm auszuhelfen. Rauchensteiner ersucht seine Frau Liane, die zerstreute Familie zusammenzubringen. Diese kontaktiert daraufhin den jüngeren Sohn Jakob, der gemeinsam mit seiner Freundin Kerstin in einem afrikanischen Entwicklungsdorf arbeitet, jedoch ablehnt, nach Hause zu kommen. Beim Familientreffen im Gut Rauchensteiner verkündet Rauchensteiner Zeno, seinem Sohn aus erster Ehe, der eine geheime Affäre mit Liane hat, Zenos serbischer Freundin Tania sowie seiner Tochter Jana, dass er bald sterben werde. Nach dem Treffen wird Jana bei der Nachhausefahrt beim Einstieg in die U-Bahn von einem Unbekannten angesprungen, der sich als ihr Facebook-Freund Martin ausgibt und ihr versichert, er habe sie vor einem leichtsinnigen Unfall retten wollen. Martin begleitet Jana bis nach Hause und kann sie überzeugen, bei ihr zu übernachten. Der spielsüchtige Zeno hat mittlerweile den Club Dark Duck aufgesucht, in dem er mit einem mysteriösen Mann names Kommander Backgammon spielt und dabei sein gesamtes Geld sowie sein Auto verliert. Der Bürgermeister versucht indessen Tscheppe zu drohen und ihn zur Beihilfe für Rauchensteiner zu bewegen, was allerdings scheitert. Rauchensteiners Sicherheitsbeauftragter Kralicek erkundigt sich bei seinem in Syrien tätigen Berufskollegen Sonnborn, nach der Möglichkeit des Kaufs einer illegalen Leber aus dem Nahost. Tania erhält am nächsten Tag Besuch von ihrem Bruder Rasko, der ihr droht, Zeno über eine von ihr begangene Straftat zu informieren, die er für sie im Gefängnis abgebüßt hat.

### Episode 2 – „Alpha“
Rauchensteiners Leberleiden stellt sich als eine Intrige zwischen Liane und Dr. Schober heraus, die eine Affäre miteinander haben. Jakob konnte von Kerstin davon überzeugt werden, doch nach Hause zu kommen und trifft mit ihr im Gut seiner Eltern ein. Der Bürgermeister versucht erneut, Tscheppe zu einer Kooperation zu zwingen, was aber wieder nicht gelingt. Rauchensteiner setzt Kralicek auf Tscheppe an, dieser schafft es jedoch nicht Tscheppe zu überwältigen. Bei dem nächsten großen Familientreffen, bei dem nun auch Janas Freund Martin sowie Jakob und Kerstin dabei sind, eröffnet Rauchensteiner den Anwesenden, dass derjenige, der ihm eine Leber besorgen werde, sein gesamtes Vermögen erben werde. Es stellt sich heraus, dass Jakob und Jana ein inzestuöses Verhältnis miteinander haben, das Jakob jedoch beenden musste, da er von seinem Vater aufgrund eines anderen Vorfalls dazu erpresst wurde. Kralicek ist mittlerweile mit Handlangern in Tscheppes Haus eingedrungen und bemächtigt sich dessen Tonbandaufzeichnungen aller Gespräche, die er mit Rauchensteiner, dem Bürgermeister und ihm geführt hat. Sie lauern anschließend maskiert Tscheppe auf und können ihn unter Androhung von Folter erfolgreich dazu zwingen, ihnen auch seine Backup-Daten auszuhändigen. Herwig Brunner, der persönliche Assistent und die rechte Hand Rauchensteiners, wird von seiner Frau Barbara zur Rede gestellt, die hinter seiner vor ihr geheimgehaltenen Tätigkeit eine Affäre vermutet. Liane bekommt ob Rauchensteiners Initiative Angst um ihren Plan, als Alleinerbin zurückzubleiben, und fragt bei Dr. Schober um Rat an, wie sie Rauchensteiner schneller umbringen könnten. Dr. Schober zeigt Skrupel, gibt ihr allerdings dennoch die Auskunft, dass Rauchensteiners Leber bereits so angegriffen sei, dass Liane ihn mit einer normalen Schmerztablette umbringen könne.

### Episode 3 – „Lederhaut“
Rauchensteiner erfährt von Kralicek, dass dieser ihm erfolgreich eine illegale Leber besorgen konnte. Dr. Schober kündigt Liane an, nichts mehr mit ihrer Intrige zu tun haben zu wollen, woraufhin Liane Zeno mitteilt, dass sie Dr. Schober hinter Rauchensteiners Leberleiden vermute. Brunner gesteht seiner Frau, dass er für Rauchensteiner arbeitet. Tscheppe kündigt Brunner an, dass er mit einer der größten Zeitungen im Land über den Folter-Vorfall sprechen und ihn und Rauchensteiner an den Pranger bringen werde. Die Zeitung ist jedoch versteckt von Rauchensteiner finanziert, und Brunner sucht anschließend die Chefredakteure auf, um sie durch Drohung zu überzeugen Tscheppes Interview zu manipulieren. Rauchensteiner erfährt von seiner in Israel lebenden Schwester, dass sie vorhat, ihn auf Restitution zu verklagen. Jakob möchte wieder abreisen, wird jedoch von Kerstin zur Rede gestellt und aufgefordert, sich seiner Familie zu stellen. Etwas später erhält sie von Rauchensteiner eine Anspielung auf Jakobs inzestuöse Beziehung und stellt Jakob und Jana zur Rede. Rasko und Tania planen, Rauchensteiner auf eigene Faust eine Leber zu besorgen, jedoch bekommt dies Tanias Hundesitter Ferry mit, der verlangt, in die Geschichte miteinzusteigen. Ferry überzeugt sie, einen Tierarzt aufzusuchen, der angibt, menschliche Lebern züchten zu können. Janas Freund Martin stellt sich als ein versteckt ermittelnder Polizist heraus, der die Machenschaften Rauchensteiners aufdecken möchte. Bei einem großen Fest im Gut Rauchensteiner zeigt Jana Martin das Familienmuseum, in dem sie ihm ein ominöses Paar Handschuhe zeigt, was der dazustoßende Jakob allerdings missbilligt. Rauchensteiner erfährt von Sonnborn, dass dessen illegale Leber, die ihm von Kralicek zugesagt wurde, von einem 105-jährigen Afghanen stammt. Als Rauchensteiner daraufhin irritiert das Fest verlässt, um sich schlafen zu legen, bietet ihm Liane zwei Schmerztabletten gegen seine Kopfschmerzen an.

### Episode 4 – „Unter Löwen“
Am Tag nach dem großen Fest erwacht Kerstin in einem Überlandtaxi in der Nähe von Linz, ohne Bargeld und Handy, was sich als Tat der eifersüchtigen Jana herausstellt, die ihr inzestuöses Verhältnis mit Jakob erneuert hat. Zeno hat im betrunken Zustand nach dem Fest im Club des Kommandeurs seine Leber verspielt und fürchtet nun um sein Leben, weshalb er Kralicek bittet, ihn zu bewachen. Entgegen Lianes Erwartungen erwacht Rauchensteiner, weist jedoch ein stark verändertes Verhalten auf. Sie verständigt daraufhin Dr. Schober, der ihr versichert, Rauchensteiner befinde sich im Endstadium und brauche dringend ärztliche Betreuung, was Liane jedoch ablehnt. Der Bürgermeister sucht Rauchensteiner auf, um ihn zu einem Erscheinen bei einem Untersuchungsausschuss zu bewegen, erhält jedoch von Rauchensteiner nur verwirrte Antworten. Nachdem Kerstins Versuche, Jakob zu erreichen, gescheitert sind, schafft sie es, einen Geschäftsreisenden zwecks Autostopp anzuhalten, der sich jedoch als Psychopath entpuppt. Er bietet Kerstin an, alleine mit seinem Auto weiterzufahren, gibt später jedoch bei der Polizei an, dass sie dieses gestohlen habe, woraufhin Kerstin im Gefängnis landet. Martin erfährt von Jana, dass es sich bei den Lederhandschuhen aus dem Familienmuseum um Handschuhe aus Menschenhaut handelt, die ihr Nazi-Großvater aus der Haut des jüdischen Geliebten seiner Frau machen ließ, welcher auch der Vater von Rauchensteiners Schwester ist. Der Kommander beauftragt Sonnborn, Zeno zu entführen und zu ihm zu bringen, da er seine Leber bereits an jemanden verkauft hat. Durch ein Missverständnis in Zenos Wohnung kommt es zu einer Schießerei zwischen Kralicek und Rasko, bei der beide Schussverletzungen am rechten Arm davontragen. Rauchensteiner, dessen Zustand sich rapide verschlechtert, beginnt zu halluzinieren und sieht in der Schlussszene Liane inmitten einer Unzahl von Löwen im Gutspark sitzen.

### Episode 5 – „Der Biber“
Jakob erfährt, dass Kerstin über ihre afrikanische Kontakte versucht hat, eine Leber für Rauchensteiner zu besorgen, und bereits ein Mann dafür ermordet wurde. Die im Gefängnis sitzende Kerstin versucht hingegen weiterhin erfolglos Jakob zu kontaktieren. Kralicek und Rasko werden im Gut Rauchensteiner notdürftig von Dr. Schober verarztet. Dabei kriegt Liane mit, dass Tania in Serbien einen Totschlag verübt hat und ihr Bruder dafür für sie ins Gefängnis ging. Zeno konfrontiert Dr. Schober und Liane und verlangt Rauchensteiner zu sehen, was Schober allerdings nicht zulässt. Wenig später wird Zeno von dem unbemerkt in das Gut eingedrungenen Sonnborn entführt. Rauchensteiner befindet sich im Delirium und halluziniert eine Begegnung mit seinem verstorbenen Nazi-Vater herauf. Jakob wird ob Rauchensteiners Verfall ebenfalls misstrauisch und stellt Liane zur Rede, die ihm unverhohlen zu verstehen gibt, dass Rauchensteiner bald sterben werde und sie dafür mitverantwortlich sei. Sonnborn bringt Zeno währenddessen in das Haus des Kommanders, doch dieser weigert sich, ihm die dafür ausgehandelte Summe zu übergeben, solange dessen Leber noch nicht entnommen ist. Der Kommander entdeckt zudem, dass sein Helfer Mario/Stranski ein verdeckter Polizist ist, und lässt diesen gemeinsam mit Zeno wegsperren. Nach einem weiteren Vorfall mit dem sich knapp vor dem Ende befindlichen Rauchensteiner beschließt Jakob, ihn ins Krankenhaus zu bringen. Bei der Fahrt dorthin erfährt er von dem Chauffeur Max, dass die Frau, die sie vor Jahren gemeinsam im betrunkenen Zustand überfahren haben, entgegen Jakobs Annahme noch lebt und sich im Koma befindet. Brunner erhält Besuch von seinem Vorgänger Canitz, der ihm droht, Rauchensteiner davon zu erzählen, dass Brunner einen Rachefeldzug gegen ihn plant, da er ihn für Schuld am Selbstmord seines Vaters hält. Im Privatkrankenhaus erfährt Jakob von Max, dass sich die überfahrene Frau im Koma ebenfalls hier befindet.

### Episode 6 – „Der Mensch im Tier“
Jana unterrichtet Jakob davon, dass ihre Regel nun schon längere Zeit ausgeblieben sei. Jakob und Dr. Schober versuchen die Angehörigen der Koma-Frau, die nicht wissen, dass Jakob der Verantwortliche dafür ist, zu überzeugen, deren Leber für Rauchensteiner zu spenden. Der Kommander und seine Frau Edit würfeln über das Schicksal von Zeno und Mario/Stranski, wobei herauskommt, dass beide am Leben bleiben müssen. Kerstin erhält mittlerweile Besuch von dem Geschäftsreisenden, der sie ins Gefängnis gebracht hat, wobei dieser ihr anbietet, sie rauszuholen. Brunner erfährt von seiner Frau, dass sie sich von ihm scheiden lassen will. Canitz verschärft seine Drohung gegenüber Brunner und sucht gemeinsam mit Rauchensteiners Schwester den noch unansprechbaren und unbeweglichen Rauchensteiner im Krankenhaus auf, wo sie Liane deren Plan einer Restitutionsklage mitteilen. Nachdem der Geschäftsreisende Kerstin aus dem Gefängnis geholt hat, bringt er sie in ein entlegenes Waldstück, wo er sich mit ihrer Hand ein Messer in den Bauch rammt und stirbt. Kerstin wird wenig später von Polizisten aufgegriffen und des Mordes verhaftet. Ferry, Tania und Rasko versuchen nach wie vor eine Leber zu besorgen und gehen zurück zum Tierarzt, bei dem es sich jedoch um einen Wahnsinnigen handelt, der versucht, mit menschlichen Versuchen ein neuartiges menschliches Wesen zu kreieren. Er verlangt anstelle von Geld für die Leber, dass einer der drei sich für Versuche zur Verfügung stellt, doch Tania erhält mittlerweile von Liane die Nachricht, dass Rauchensteiner knapp vor dem Tod sei und sie keine Leber mehr brauchen. Es stellt sich heraus, dass Zeno und Mario/Stranski sich bereits in der Obhut des verrückten Arztes befinden und beide auf eine Operation vorbereitet werden. Der Bürgermeister, der sowohl von Canitz als auch von Tscheppe erpresst wird, beschließt, Selbstmord zu begehen, und springt von der Terrasse des Rathauses.

### Episode 7 – „Chloroform“
Jakob hat es geschafft, die Angehörigen der Frau im Koma davon zu überzeugen, deren Leber für Rauchensteiner zu spenden, woraufhin dieser rasch operiert wird. Zeno wird von der Polizei gefunden und wieder zu Tania nachhause gebracht, es stellt sich allerdings heraus, dass bei ihm eine Lobotomie durchgeführt wurde und er sich an nichts mehr erinnern kann. Dr. Schober wird von seiner Frau gemeinsam mit Liane erwischt, woraufhin sie ihm mit der Scheidung droht. Brunner versucht dem in der Aufwachstation liegenden Rauchensteiner seine wahren Motive zu beichten und muss erfahren, dass dieser bereits über alles Bescheid wusste und dass der wahre Grund des Selbstmordes seines Vaters dessen versteckte Homosexualität war. Als Martin mit weiteren Kollegen Zeno aufsucht, um ihn über den Verbleib von Mario/Stranski zu befragen, glaubt Rasko unabsichtlich, dass diese kämen, um ihn zu verhaften, und flüchtet, wobei er wenig später geschnappt wird und zurück ins Gefängnis kommt, da er seine Bewährungspflichten verletzt hat. Jakob sucht das Jüdische Museum auf und bietet ihnen den Deal an, die Handschuhe aus Menschenhaut auf Leihbasis auszustellen. Barbara Brunner kontaktiert Canitz und überreicht ihm ein Notizbuch ihres Mannes, in dem dieser akribisch alle kriminellen Tätigkeiten notiert hat, die er für Rauchensteiner ausgeführt hat. Liane wird von Dr. Schober und dessen Frau erpresst, woraufhin sie Jakob um Hilfe bittet. Jakob sucht daraufhin mit einigen Handlangern Dr. Schobers Haus auf, um ihm zu drohen.

### Episode 8 – „Schneeweißes Herz“
Jakob, der immer mehr die Geschäfte seines Vaters übernimmt und weiterführt, zwingt Dr. Schober und dessen Frau dazu, das Land zu verlassen. Tania überzeugt den debilen Zeno davon, sie zu heiraten. Beim Standesamt gesteht Ferry Tania allerdings, dass er seit Jahren in sie verliebt sei, außerdem sehr reich sei und den Hundesitter-Job nur gemacht habe, um in ihrer Nähe zu sein. Als dann auch noch Liane dazustößt, um deren Trauung zu verhindern, ist die Heirat endgültig geplatzt. Canitz und Rauchensteiners Schwester müssen erfahren, dass die Restitutionsklage, die sie auf die Handschuhe aus Menschenhaut stützen wollten, aufgrund der nun geschehenen Involvierung des Jüdischen Museums nicht durchgehen wird. Barbara Brunner beichtet ihrem Mann, dass sie sein Notizbuch an Canitz weitergegeben hat, woraufhin die beiden beschließen, das Land zu verlassen. Tscheppe schafft es jedoch, Canitz mit versteckten Drogen versetztem Rauschgift zu ködern, und nimmt das Notizbuch von Brunner an sich, während Canitz an einer Überdosis stirbt. Jakob überredet die von ihm schwangere Jana dazu, mit ihm in einen Nachtclub zu gehen. Das Kokain, das er ihr zuvor anbietet, hat er jedoch mit einem Abtreibungsmittel vermischt, wodurch es bei Jana zu einer schmerzlichen Fehlgeburt kommt. Der Kommander und seine Frau Edit bekommen Besuch von Sonnborn, der noch immer auf seine Bezahlung für die Entführung Zenos besteht. Als der Kommander sich nach wie vor weigert, zu bezahlen, erschießt Sonnborn Edit. Geschockt führt der Kommander Sonnborn dann zu einem vermeintlichen Geldversteck im Wald, dies entpuppt sich allerdings als Falle für Sonnborn, der in einer Erdloch-Tierfalle gefangen wird und anschließend Selbstmord begeht. Tscheppe kontaktiert Jakob und ersucht ihn um ein Treffen. Dabei überreicht er ihm das Notizbuch von Brunner und versucht ihn für seine Bewegung „Unsichtbare Hand“ zu gewinnen, die vorhat, die Gesellschaft zu revolutionieren. Der wieder genesende Rauchensteiner hat vor, sich gemeinsam mit Liane in den Ruhestand zu begeben, die sich wieder in ihn verliebt hat.

## Soundtrack
Der Soundtrack zur Serie wurde von Kyrre Kvam komponiert und auf CD veröffentlicht. Er besteht mit Ausnahme der Lieder „L’appuntamento“ (Folge 6), gesungen von Ornella Vanoni, und „I’m your man“ (Folge 7), gesungen von Leonard Cohen und dem Song „Der Koenig“ (Folge 8) von Palms, ausschließlich aus Klaviermusik.

„Oftmals wird bei TV-Serien ein einziges musikalisches Thema für die gesamte Staffel verwendet. Für ‚Altes Geld‘ jedoch, verpassten wir jeder Episode ihr eigenes Musikstück, welches dann in verschiedenen Variationen durch die jeweilige Handlung führt. Was sie alle gemeinsam haben, ist das Klavier, nur das Klavier. Es begleitet die komplette Serie, wobei jeweils in den Credits das Thema im Original präsentiert wird und später die diversen Abwandlungen. Das Klavier war das einzige Instrument an meiner Seite....“

## Schriftzug
Der für die Serie verwendete Schriftzug wurde ursprünglich 1932 von Hans Möhring gestaltet und wurde unter dem Namen „Florida“ im Bleisatz veröffentlicht. Sie ist vor allem durch den Einsatz als Titelschrift für Ingmar Bergmans Filmdrama Persona bekannt geworden.

## Hintergründe
Die Dreharbeiten fanden von April bis Mitte August 2014 in Wien und Niederösterreich (u. a. Gaweinstal-Pellendorf, Puchberg am Schneeberg, Reichenau an der Rax, Stockerau und Vösendorf) sowie in Namibia statt.
Die Serie wurde zuerst auf DVD und auf der Online-Videothek Flimmit am 27. März 2015 veröffentlicht. Im ORF erfolgt die Ausstrahlung seit dem 2. November 2015.
Für die Rolle des Patriarchen war Gert Voss vorgesehen, welcher jedoch während der Dreharbeiten verstarb. Als Ersatz sprang Udo Kier ein.

## Zitate
„,Altes Geld' zeigt eine Welt, in der das Verbrechen bereits zur Staatsräson erhoben wurde, Empathie mit menschlicher Schwäche gleichgesetzt wird, die Perversion letzter Ausdruck der inneren Verzweiflung ist und Gier mit Wille verwechselt wird. Nichts ist dieser Elite heilig, außer das eigene Leben. Für nichts scheint sie untalentierter, als sich mit etwas zufriedenzugeben. Um nicht an der eigenen Sinnlosigkeit zu zerschellen, erschafft sie sich hysterisch Katastrophen. Moral ist etwas für die Mittelschicht. Letztendlich die menschliche Komödie. Eine Komödie ohne Gott.“

„Ich bin sehr zufrieden, weil mir gefällt an der Serie, dass alle auf einer Ebene sind, egal wie groß die Rolle ist. Keiner sticht raus, weil das Ensemble auch von David Schalko wunderbar geführt wurde. Es ist eine richtige Teamarbeit gewesen. Schalko weiß genau, was er will. Da er auch die Drehbücher selbst schreibt, ist alles auf einer Linie. Es geht um Familien, altes Geld, Reichtum, Korruption und schöne Frauen. Jeder schläft mit jedem – und Löwen laufen durchs Bild. Es sind absurde Situationen, die dem Wahnsinn nahe kommen.“

„Es werden die verschiedensten Ebenen der Menschen gezeigt. Die Niederungen, die in einem entstehen, wenn es um ein Erbe geht, jeder das Geld für sich haben will und wie man dazu kommt. Das alles beschreibt David Schalko kongenial. Der liebste Mensch wird zum Triebtäter, der liebste Politiker korrupt, die Fassade wird abgedeckt und man sieht die Menschen, wie sie sind. Mit der Erkenntnis, dass wir das haben und damit umgehen müssen, gibt es am Schluss aber doch auch Erlösung. Es gibt uns die Hoffnung, dass wir etwas dafür tun können, dass wir nicht so werden.“

## Rezensionen
Das österreichische und deutsche Medienecho zu der DVD-Veröffentlichung und dem Release auf Flimmit war überwiegend positiv. Die deutsche Tageszeitung Die Welt bezeichnete Altes Geld als „gemeinste, lustigste, beste Serie seit Helmut Dietl“. Die Frankfurter Allgemeine Zeitung meinte, dass „die Sprachbarriere dank Kier, Melles, Maertens und Schwertfeger deutlich niedriger als bei ‚Braunschlag‘“ sei, und sprach von „sechseinhalb Filmstunden die in Deutschland keiner zustande brächte“.
Die österreichische Tageszeitung Der Standard befand, dass Altes Geld vor allem „in Sachen Bildsprache neue Maßstäbe“ setze.
Auch die Wochenzeitung News bezeichnete Altes Geld als „farbgewaltig“ und hob die „atemberaubenden Kulissen“ hervor.
Stefan Grissemann schreibt in der Zeit ebenfalls von einer „hoch artifiziellen, sehr farbintensiven Inszenierung“ mit „Provokationspotential“ und spricht von einer „außerirdischen Performance“ von Udo Kier. TV Media titulierte die Serie schon im Vorfeld der Veröffentlichung als „TV Aufreger“ und wies ihr „massives Skandal-Potenzial“ zu.
Auch Der Spiegel sprach von einem „unterhaltsamen Gesamtskandal“.

## Auszeichnungen
Beim 13. Sichuan TV-Festival in Chengdu wurde Kameramann Marcus Kanter für Altes Geld mit einem International Gold Panda Award ausgezeichnet.